# Laussedat Heights
Die Laussedat Heights sind eine Reihe Hügel an der Danco-Küste des Grahamlands auf der Antarktischen Halbinsel. Sie erstrecken sich über eine Länge von 13 km im südwestlichen Teil der Arctowski-Halbinsel.
Der Falkland Islands Dependencies Survey kartierte ihn anhand von Luftaufnahmen der Hunting Aerosurveys Ltd. aus den Jahren von 1956 bis 1957. Das UK Antarctic Place-Names Committee benannte sie am 23. September 1960 nach Aimé Laussedat (1819–1907), französischer Militäringenieur und „Vater der Photogrammetrie“, der diese Technik zur Geodäsie seit dem Jahr 1851 entwickelt hatte.